# Calathea crocata
Calathea crocata là một loài thực vật có hoa trong họ Marantaceae. Loài này được E.Morren & Joriss. mô tả khoa học đầu tiên năm 1875.

## Hình ảnh

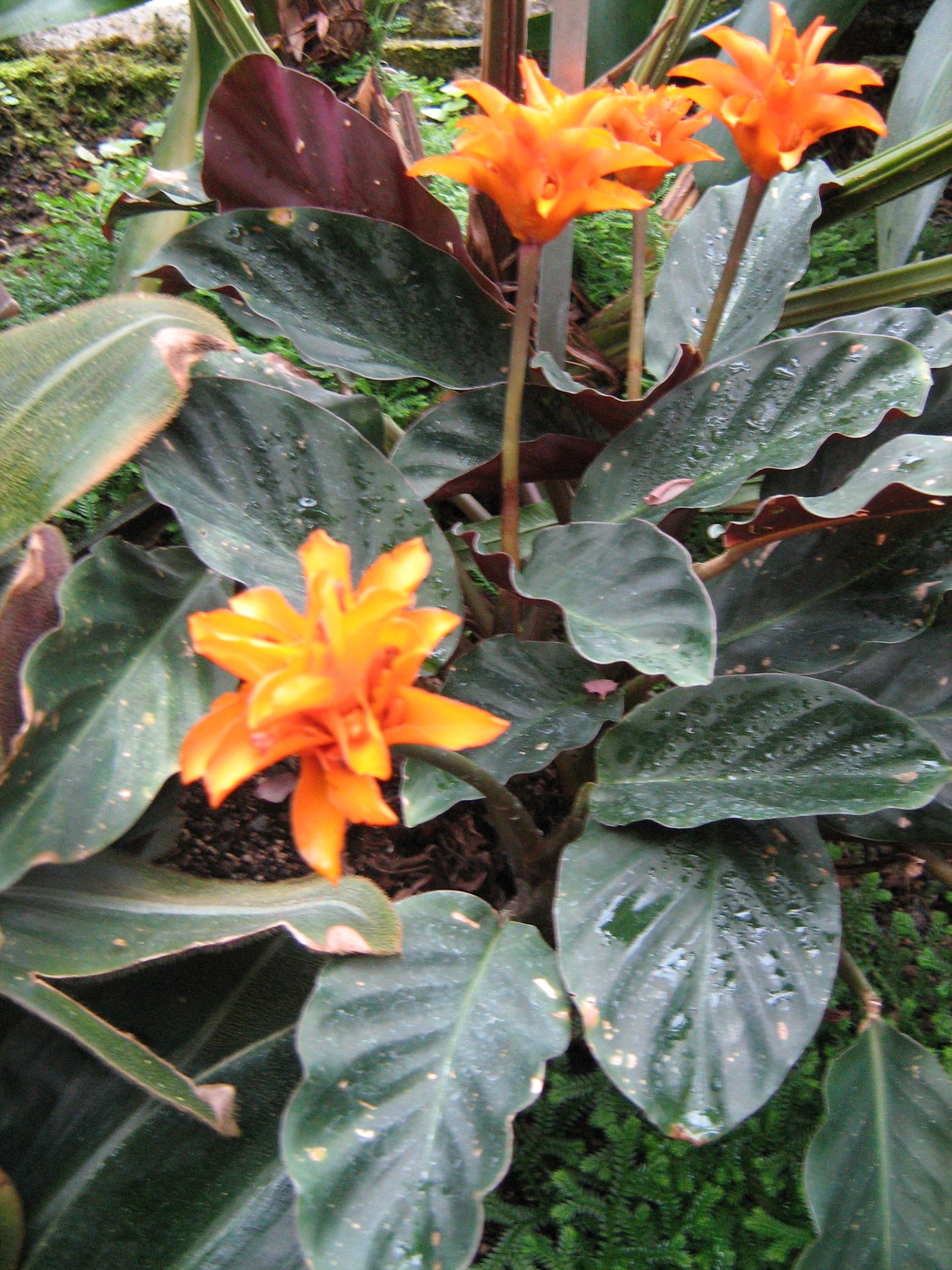
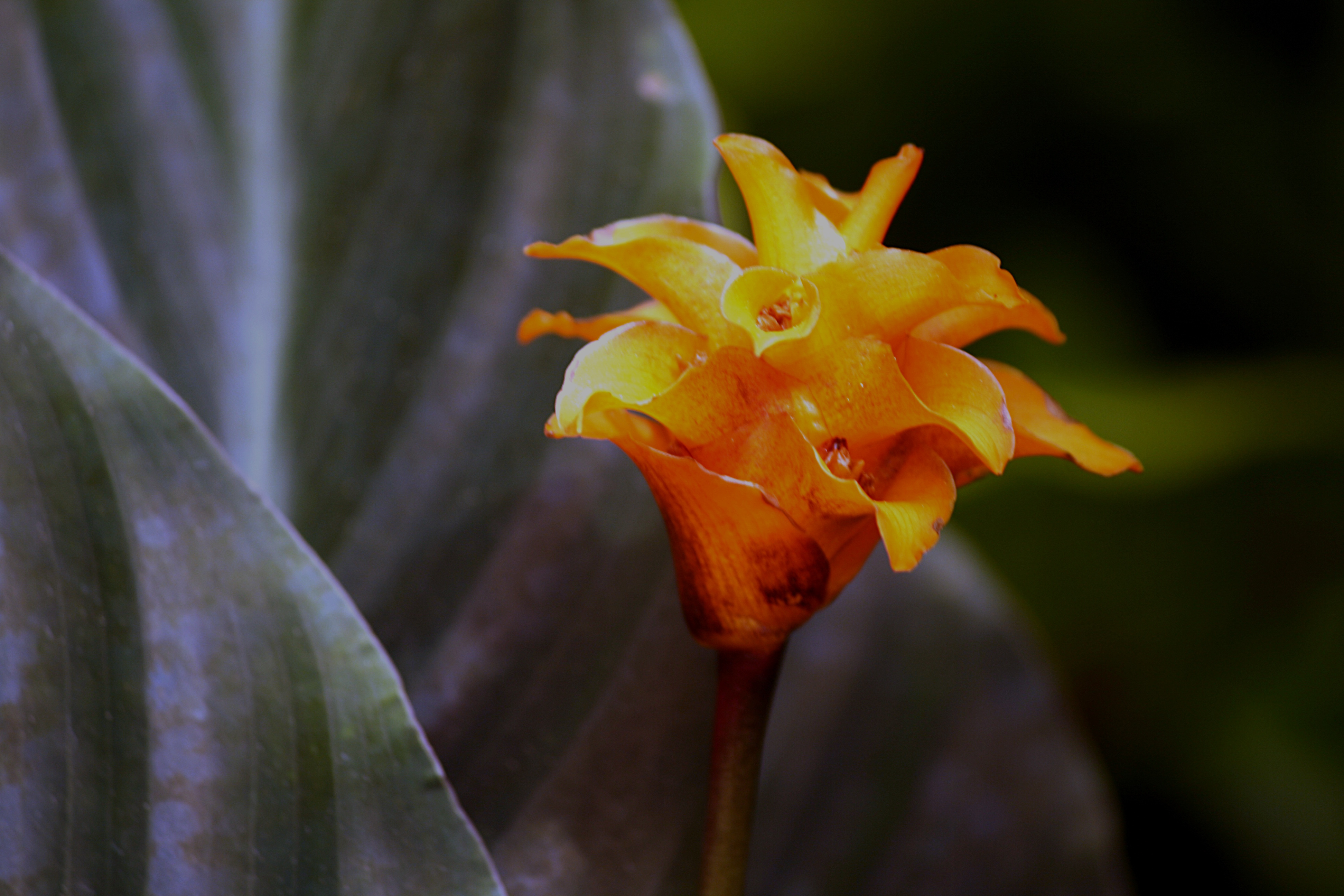